# Shaun Sipos
Pour les articles homonymes, voir Sipos.
Shaun Sipos est un acteur canadien né le 30 octobre 1981 à Victoria, en Colombie-Britannique.
Il est connu pour son rôle de Jack Savage dans Les Sauvages, David Breck dans Melrose Place, Eric Daniels dans Life Unexpected, Aaron Whitmore dans Vampire Diaries, Adam Strange dans Krypton et David O'Donnell dans Reacher

## Biographie

### Enfance et formation
Il est le frère aîné de l'actrice Jessica Sipos (en).

## Filmographie

### Films
- 2003 : Destination finale 2 (Final Destination 2) de David Richard Ellis : Frankie Whitman
- 2004 : The Skulls 3 de J. Miles Dale : Ethan Rawlings
- 2004 : P'tits Génies 2 (Superbabies: Baby Geniuses 2) de Bob Clark : Brandon
- 2006 : Comeback Season de Bruce McCulloch : Skylar Eckerman
- 2006 : The Grudge 2 de Takashi Shimizu : Michael
- 2008 : Génération perdue 2 (Lost Boys: The Tribe) de P. J. Pesce (en) : Kyle
- 2009 : Stoic de Uwe Boll : Mitch Palmer
- 2009 : Lost Dream de Asif Ahmed : Giovanni
- 2009 : Rampage, sniper en liberté (Rampage) de Uwe Boll : Evan Drince
- 2009 : Happy in the Valley de Lee Madsen : Wade
- 2011 : Hick de Derick Martini : Blane
- 2011 : Enter Nowhere (en) de Jack Heller : Hans
- 2013 : Massacre à la tronçonneuse 3D (Texas Chainsaw 3D) de John Luessenhop : Darryl
- 2013 : Heart of the Country (en) de John Ward : Lee
- 2014 : The Remaining de Casey La Scala : Jack
- 2017 : The Babymoon
- 2018 : For the Love of George

### Télévision

#### Téléfilms
- 2013 : Rendez-moi ma fille (A Mother's Rage) de Oren Kaplan : Calvin
- 2014 : La Cerise sur le gâteau de mariage (The Michaels) de Bradford May : Michael Breakstone

#### Séries télévisées
- 2001 : Special Unit 2 : le jeune garçon (saison 2, épisode 9)
- 2001 : C'est pas ma faute ! (Maybe It's Me) : Nick Gibson (8 épisodes)
- 2003 : Smallville : le petit-copain de Chloe (saison 2, épisode 14)
- 2003 : Black Sash : Julian (2 épisodes - saison 1, épisodes 3 et 5)
- 2004-2005 : Les Sauvages (Complete Savages) : Jack Savage (rôle principal, 19 épisodes)
- 2005 : Les Experts : Miami (CSI: Miami) : Hellys / Gabe Hammond (saison 4, épisode 9)
- 2007 : Urgences (ER) : Nick (saison 13, épisode 16)
- 2007 : Shark : Trevor Boyd (7 épisodes)
- 2009 : Southland : Dwayne (saison 1, épisode 1)
- 2009-2010 : Melrose Place : Nouvelle Génération (Melrose Place) : David Breck (rôle principal, 18 épisodes)
- 2010 : Les Experts (CSI: Crime Scene Investigation) : Daniel Peidre (saison 10, épisode 20)
- 2010-2011 : Life Unexpected (Life Unexpected) : Eric Daniels (12 épisodes)
- 2013-2014 : Vampire Diaries : Aaron Whitmore (8 épisodes)
- 2016 : Dark Matter : Devon Taltherd (7 épisodes)
- 2017 : Broken Sidewalk : Reed (pilote)
- 2018 : Insomnia : Brad (8 épisodes)
- 2018 - 2019 : Krypton : Adam Strange (récurrent - 20 épisodes)